# Popławy (powiat łukowski)
Popławy – część wsi Popławy-Rogale w Polsce położona w województwie lubelskim, w powiecie łukowskim, w gminie Trzebieszów. Do końca 2007 roku stanowiła odrębną jednostkę administracyjną.
W latach 1975–1998 miejscowość należała administracyjnie do województwa siedleckiego.